# 21B STUDIO
21B STUDIO トゥーワンビースタジオ）は、時岡翔太郎、コエダ小林、有村大治郎の3人による日本のプロダクトデザインスタジオである。2021年に活動を開始した。
「よりやわらかな発想で、芯のあるアイデアを」。

## 受賞歴
- 14th SHACHIHATA New Product Design Competition　Finalist[2]
- KOKUYO DESIGN AWARD 2022 優秀賞「 果実の楽器 」[3]
- KOKUYO DESIGN AWARD 2022 優秀賞「 描画で広がる質感の世界 」[3]
- 15th SHACHIHATA New Product Design Competition　Finalist[2]
- K-DESIGN AWARD 2023 Winner「和柄紋様朱肉」